# Carepalxis tuberculata
Carepalxis tuberculata är en spindelart som beskrevs av Eugen von Keyserling 1886. Carepalxis tuberculata ingår i släktet Carepalxis och familjen hjulspindlar. Inga underarter finns listade.